# Habilidades en forma de T
El concepto de T-shaped skills,  T-shaped, o habilidades en forma de T de las personas es una metáfora  utilizada en reclutamiento de personal para describir las capacidades de las personas. La barra vertical en la letra T representa la profundidad de las habilidades y pericia en un campo particular, mientras que la barra horizontal es la capacidad de colaborar a través de disciplinas con expertos en otras áreas y para aplicar conocimiento en áreas de pericia diferentes al propio.
La referencia popular más temprana es de David Guest en 1991. Tim Brown, CEO de la consultoría de diseño IDEO, promocionó esta aproximación a la valoración del curriculum de una persona como método para construir equipos de trabajo interdisciplinario para procesos creativos. En la década de los 80 "T-shaped man" (referido tanto para hombres como para mujeres) estuvo utilizado internamente por McKinsey & Compañía para recruiting y socios y asesores en desarrollo.
El término T-shaped skills es también común en el mundo de desarrollo de software ágil y refiere a la necesidad para tener desarrolladores especializados y testers en un equipo ágil, p. ej. un scrum equipo.

## También conocido como
- Versatilist
- Generalizando especialista
- Técnico craftsperson
- Desarrollador de renacimiento
- Maestro generalist

## Habilidades de varias formas
Otras formas también han sido propuestas:
- X-shaped para liderazgo
- I-shaped para profundidad-habilidad individual sin habilidades de comunicación
- Árbol-shaped para una persona con profundidad en muchas áreas o ramas de un campo
- Montañas múltiples shaped (acuñados por Forrest Z. Shooster) Para @individual con profundidad en overlapping varios campos más que una profundidad superficial en muchos o una profundidad singular en un campo quiénes especializan en el overlap entre aquellos campos

Γ- Y Μ-shaped @individual (gamma y mu, respectivamente) ha sido descrito por Brittany Fiore en su trabajo etnográfico de comunidades de búsqueda de ciencia de datos para indicar personas con fuerzas #de apoyo en computacionalmente- y software-campos intensivos.
De modo parecido, π-shaped habilidades (después de la letra griega pi) refiere a "una maestría ancha de habilidades de administración general atop unas cuantas espigas de profundos funcionales o pericia de ámbito".

## Ligas externas
- T-shaped
- Quiere campañas de plan? Más conseguir vuestro ' está cruzado
- Una Entrevista con IDEO CEO Tim Brown
- T-shaped Profesionales, T-shaped habilidades, directores híbridos
- Sociedad internacional de Profesionales de Innovación del Servicio (ISSIP) co-patrocinados T-Cumbre
- T-Shaped Innovators: Identificando el Talento Correcto para Apoyar Innovación de Servicio
- T-shaped Aprendizaje para el Nuevo Technologist, NEF White Paper 2012 (ahora Fundación de RAÍZ)
- ¿Qué son las T-shaped skills?

- Datos: Q7667929